# Лучинци
Лучинци су насељено место у општини Велика, у западној Славонији, Република Хрватска.

## Историја
До нове територијалне организације налазило се у саставу бивше велике општине Славонска Пожега.

## Становништво
Насеље је према попису становништва из 2011. године имало 53 становника.
| Националност       | 1991.       |
| Срби               | 76 (56,29%) |
| Хрвати             | 54 (40,00%) |
| Југословени        | 2 (1,48%)   |
| остали и непознато | 3 (2,22%)   |
| Укупно             | 135         |